# Конечный автомат с выходом
Конечный автомат с выходом — разновидность детерминированного конечного автомата, дополненная выходным алфавитом и функцией выходов.

## Определение
Существуют различные способы задания конечного автомата с выходом. Например, конечный автомат с выходом может быть задан в виде упорядоченной семерки элементов некоторых множеств:
{\displaystyle M=(V,W,Q,q_{0},F,\delta ,\mu )},
где
- {\displaystyle V} —  входной алфавит (его элементы —  входные символы);
- {\displaystyle W} —  выходной алфавит (его элементы — выходные символы);
- {\displaystyle Q} — множество состояний конечного автомата с выходом;
- {\displaystyle q_{0}} — начальное состояние конечного автомата с выходом;
- {\displaystyle F} — непустое множество заключительных/конечных состояний, каждый элемент которого называют заключительным/конечным состоянием конечного автомата с выходом;
- {\displaystyle \delta } — отображение функция переходов, {\displaystyle \delta :Q\times V\rightarrow Q};
- {\displaystyle \mu } — отображение функция выходов, {\displaystyle \mu :Q\times V\rightarrow W}.

Функция  {\displaystyle V^{*}\rightarrow W^{*}} называется ограниченно детерминированной функцией.

## Задача структурного синтеза
Эта задача аналогична задаче реализации булевой функции схемой из функциональных элементов. В отличие от схемы из функциональных элементов для реализации булевой функции, эта схема должна содержать элементы задержки, позволяющие хранить
информацию о текущем состоянии автомата. Для решения задачи структурного синтеза составляется таблица для функций переходов и выходов конечного автомата с выходом, затем строится структурная таблица,
в которой каждый входной и выходной символ и каждое состояние заменяются их двоичным кодом и которая задает булев оператор.